# Coupe d'Europe de Formule 3
La coupe d'Europe de Formule 3 est un championnat de monoplaces de Formule 3 disputé sous l'égide de la FIA chaque année et sur une seule épreuve entre 1985 et 1990 puis entre 1999 et 2004. Cette coupe d'Europe est devenue le championnat officiel après que le championnat d'Europe de Formule 3 ait été annulé en 1984. En 2003, la Formule 3 Euro Series est lancée.

## Histoire
Un championnat de cinq courses baptisé « Coupe d'Europe de Formule 3 » est créé en 1975. Les courses sont disputées à Monza (Italie), Anderstorp (Suède), Monaco, Nürburgring (Allemagne) et Croix-en-Ternois (France). La coupe fera place au championnat d'Europe de Formule 3 dès la saison suivante avant de revenir en 1985.

## Palmarès
| Saison    | Lieu                                                     | Nom                | Voiture                            | Équipe             |
| --------- | -------------------------------------------------------- | ------------------ | ---------------------------------- | ------------------ |
| 1975      | Monza, Anderstorp, Monaco, Nürburgring, Croix-en-Ternois | Larry Perkins      | Ralt RT1 Toyota/Novamotor          | Team Cowangie      |
| 1976-1984 | Pas de compétition                                       | Pas de compétition | Pas de compétition                 | Pas de compétition |
| 1985      | Circuit Paul Ricard, France                              | Alex Caffi         | Dallara F385 Alfa Romeo/Novamotor  | Coloni             |
| 1986      | Autodromo Enzo e Dino Ferrari, Italie                    | Stefano Modena     | Reynard 863 Alfa Romeo/Novamotor   | EuroTeam           |
| 1987      | Circuit de Silverstone, Grande-Bretagne                  | Steve Kempton (pl) | Reynard 873 Alfa Romeo/Novamotor   | Reynard Motorsport |
| 1988      | Nürburgring, Allemagne                                   | Joachim Winkelhock | Reynard 883 Volkswagen/Spiess (en) | WTS                |
| 1989      | Circuit International Santamonica, Italie                | Gianni Morbidelli  | Dallara F389 Alfa Romeo/Novamotor  | Forti Corse        |
| 1990      | Circuit Bugatti, France                                  | Alessandro Zanardi | Dallara F390 Alfa Romeo/Novamotor  | RC Motorsport      |
| 1991-1998 | Pas de compétition                                       | Pas de compétition | Pas de compétition                 | Pas de compétition |
| 1999      | Circuit de Pau-Ville, France                             | Benoit Tréluyer    | Dallara F399 Renault/Sodemo        | Signature          |
| 2000      | Circuit de Pau-Ville, France                             | Jonathan Cochet    | Dallara F300 Renault/Sodemo        | Signature          |
| 2001      | Circuit de Pau-Ville, France                             | Anthony Davidson   | Dallara F301 Honda/Mugen           | Carlin Motorsport  |
| 2002      | Circuit de Pau-Ville, France                             | Renaud Derlot      | Dallara F302 Renault/Sodemo        | Signature          |
| 2003      | Circuit de Pau-Ville, France                             | Ryan Briscoe       | Dallara F303 Opel/                 | Prema Powerteam    |
| 2004      | Circuit de Spa-Francorchamps, Belgique                   | Adam Carroll       | Dallara F304 Honda/Mugen           | P1 Motorsport      |

## Statistiques
| Rang | Nationalité     | Pilote | Équipe |
| ---- | --------------- | ------ | ------ |
| 1    | Italie          | 4      | 5      |
| 2    | France          | 3      | 3      |
| 2    | Grande-Bretagne | 3      | 3      |
| 4    | Australie       | 2      | 1      |
| 5    | Allemagne       | 1      | 1      |